# 乡音苑
乡音苑（Phonemica）是一个線上方言錄音資料庫，收錄中國各地方言短句和口述故事，由用戶發音投稿，以Creative Commons版權釋出。創辦人司圓直（Steve Hansen）是美國人，2013年創辦時任北京大學講師。初時推廣主打「採訪爺爺奶奶」「你父母怎么认识」以吸引想聽方言故事的人加入，7月獲新京報等幾十家媒體報導，用戶暴增。其後以線下沙龍聚會推廣，覓得鄭張尚芳等學者助勢。
該平台收錄故事从小孩谈论明星，到祖辈回忆文革都有。不少用戶在乡音苑检测自己能否聽懂爸媽家鄉的方言，「屡被打败，但乐在其中」。創辦此網站的緣起，是司圓直在北京觀察到「身边的朋友，不少人用一种奇怪的语言跟父母打电话，好像每个人都有一段秘密生活」。

## 連結
- 官網phonemica.net （页面存档备份，存于）
- 司圓直「289段乡音」演講, 上海当代艺术博物馆, 2013: Youtube載點 （页面存档备份，存于）, Yixi.tv載點 （页面存档备份，存于）
- . 2014  [2020-09-16]. （原始内容存档于2020-09-16）. （页面存档备份，存于）